# نیکولا میلوتینوف
نیکولا میلوتینوف (سیریلیک صربی: Никола Милутинов؛ زادهٔ ۳۰ دسامبر ۱۹۹۴) بازیکن بسکتبال اهل صربستان است.
از باشگاه‌هایی که در آن بازی کرده است می‌توان به باشگاه بسکتبال پارتیزان اشاره کرد.
وی در مسابقات کشوری و بین‌المللی در مجموع برندهٔ ۲ مدال نقره، ۱ مدال برنز شده است.